# جايسون إنغل
جايسون إنغل (بالإنجليزية: Jason Engle)‏ هو رسام توضيحي أمريكي، ولد في 1979.